# Campionati jugoslavi di sci alpino 1975
Ai Campionati jugoslavi di sci alpino 1975 furono assegnati i titoli di discesa libera, slalom gigante, slalom speciale e combinata, sia maschili sia femminili.

## Risultati
| Specialità      | Uomini        | Donne         |
| --------------- | ------------- | ------------- |
| Discesa libera  | Ajdin Pašović | Barbara Pikon |
| Slalom gigante  | Marko Kavčič  | Barbara Pikon |
| Slalom speciale | Mišo Magušar  | Irena Jež     |
| Combinata       | Andrej Rant   | Erna Kotnik   |